# Pedro Muñoz
Pedro Muñoz è un comune spagnolo di 7 714 abitanti situato nella comunità autonoma di Castiglia-La Mancia.